# Noah's Ark
Noah's Ark är ett plattformsspel till NES, producerat av Source R&D och utgivet av Konami 1992. Spelet släpptes endast i Europa. Till skillnad från flera andra spel med bibliskt innehåll godkändes spelet officiellt av Nintendo.

## Handling
Spelaren kontrollerar Noa som skall rädda djur från olika delar av världen. Som hjälp har han powerups. För varje bana stiger vattnet, vilket gör det svårare för honom att röra sig. Var tredje bana avslutas med en bosstrid.

### Fotnoter
1. ↑  ”Noah's Ark”. Gamefaqs. Arkiverad från originalet den 1 maj 2012. https://web.archive.org/web/20120501005349/http://www.gamefaqs.com/nes/587493-noahs-ark/data. Läst 28 april 2014.